# Зеленопілля (Луговське сільське поселення)
Зеленопілля (рос. Зеленополье) — селище Гур'євського міського округу, Калінінградської області Росії. Входить до складу Луговського сільського поселення.
Населення — 283 особи (2015 рік).

## Населення
| 2002 | 2010 |
| ---- | ---- |
| 246  | ↗283 |